# Пшеничка, Иван Васильевич
Иван Васильевич Пшеничка (род. 1925 год) — бригадир плотников строительного управления № 6 треста «Северодонецкхимстрой» Министерства строительства предприятий тяжёлой индустрии Украинской ССР, Ворошиловградская область. Герой Социалистического Труда (1971).
Досрочно выполнил личные социалистические обязательства и плановые производственные задания Восьмой пятилетки (1966—1970). Указом Президиума Верховного Совета СССР (неопубликованным) от 5 апреля 1971 года «за выдающиеся успехи в выполнении заданий пятилетнего плана по строительству и вводу в действие производственных мощностей, жилых домов и объектов культурно-бытового назначения» удостоен звания Героя Социалистического Труда с вручением ордена Ленина и золотой медали Серп и Молот.